# 클레이 피전 사격

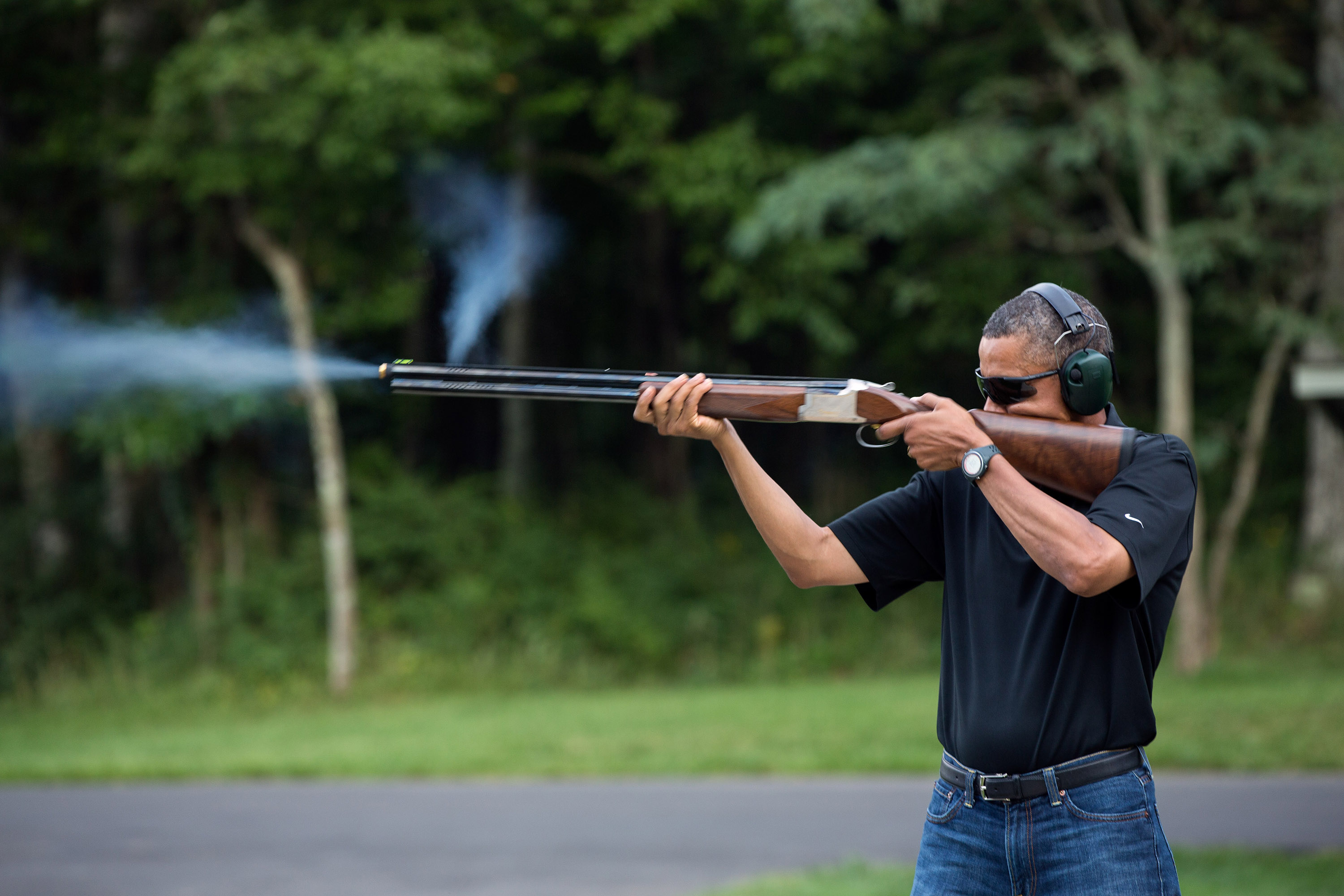
버락 오바마가 캠프 데이비드 연습장에서 점토 표적을 쏘고 있다.

클레이 피전 사격(clay pigeon shooting)이라고도 알려진 클레이 사격은 "점토 비둘기" 또는 "점토 표적"으로 알려진 특수 비행 표적을 산탄총으로 쏘는 사격 경기이다. 이러한 이름에도 불구하고 표적은 일반적으로 역청과 밝은 색의 안료를 섞은 분쇄된 석회석으로 만든 거꾸로 된 접시 형태이다.

## 역사
1875년경부터 살아 있는 비둘기 대신 클레이 타겟이 사용되기 시작했다. 이후 아스팔트 타겟이 개발되었지만 "클레이 타겟"이라는 이름이 붙었다. 1893년 영국에서는 무생물 조류 사격 협회가 결성되었다. 1903년에 클레이 버드 사격 협회(Clay Bird Shooting Association)로 이름이 바뀌었다. 매년 클레이 피전 사격 대회를 개최했으며 제1차 세계 대전이 발발할 때까지 지속되었다. 1921년 영국 의회는 덫에 걸린 새를 쏘는 것을 불법으로 규정하는 법안을 반대 없이 통과시켰다. 독일 플라우에성(Plaue Castle)에 있는 장식용 클레이 피전 사격 스탠드는 1900년경에 지어졌으며 동물 형상으로 장식되었으며, 동종 중에서 가장 오래된 것 중 하나이다.